# Luesma
Luesma – gmina w Hiszpanii, w prowincji Saragossa, w Aragonii, o powierzchni 29,4 km². W 2011 roku gmina liczyła 50 mieszkańców.